# Tori Penso
Tori Penso (właśc. Mary Victoria Penso; ur. 1986 w Stuart) – amerykańska sędzia piłkarska. Sędzia finału Mistrzostw Świata Kobiet 2023 oraz meczu o 3. miejsce męskich Klubowych Mistrzostw Świata 2023.

## Sędziowane mecze Mistrzostw Świata 2023
| Mecz                       | Data       | Miejsce                                  | Runda        | Wynik | Żółta kartka | Czerwona kartka |
| -------------------------- | ---------- | ---------------------------------------- | ------------ | ----- | ------------ | --------------- |
| Niemcy – Maroko            | 24.07.2023 | Melbourne Rectangular Stadium, Melbourne | Faza grupowa | 6:0   | 1            | 0               |
| Szwajcaria – Nowa Zelandia | 30.07.2023 | Forsyth Barr Stadium, Dunedin            | Faza grupowa | 0:0   | 0            | 0               |
| Francja – Maroko           | 08.08.2023 | Hindmarsh Stadium, Adelaide              | 1/8 finału   | 4:0   | 1            | 0               |
| Australia – Anglia         | 16.08.2023 | Stadium Australia, Sydney                | Półfinał     | 1:3   | 2            | 0               |
| Hiszpania – Anglia         | 20.08.2023 | Stadium Australia, Sydney                | Finał        | 1:0   | 2            | 0               |

## Sędziowane mecze Klubowych Mistrzostw Świata 2023
| Mecz                               | Data       | Miejsce                                      | Runda             | Wynik | Żółta kartka | Czerwona kartka |
| ---------------------------------- | ---------- | -------------------------------------------- | ----------------- | ----- | ------------ | --------------- |
| Al-Ittihad Club – Auckland City FC | 12.12.2023 | King Abdullah Sports City, Dżudda            | 1/8 finału        | 3:0   | 0            | 0               |
| Urawa Red Diamonds – Al-Ahly Kair  | 30.07.2023 | Stadion Księcia Abdullaha al-Fajsala, Dżudda | Mecz o 3. miejsce | 2:4   | 4            | 0               |